# L'Homme aux chats (film)
 (juillet 2025).
Pour plus de détails, voir Fiche technique et Distribution.
L'Homme aux chats est un court métrage français réalisé par Henri Glaeser, sorti en 1969.

## Synopsis
Un solitaire qui s'est enfermé dans le souvenir lointain et douloureux d'un amour perdu, vit dans un pavillon isolé entouré d'une multitude de chats. Il les traite comme des humains, les nourrit et s'en occupe avec amour et tendresse, comme une vraie famille.  Il va même jusqu'à leur jouer Tristan et Isolde de Wagner tout en leur racontant l'histoire comme s'il s'agissait d'une audience. Puis, il achève la préparation d'un plat apparemment destiné aux chats mais ce n'est pas vers eux qu'il va finalement le porter...

## Fiche technique
- Titre : L'Homme aux chats
- Réalisateur : Henri Glaeser
- Scénario : Henri Glaeser
- Photographie : Claude Lecomte
- Musique : Richard Wagner
- Pays d'origine :  France
- Production : Films Oniris
- Durée : 22 minutes
- Date de sortie : mai 1969 (présentation au Festival de Cannes)

## Distribution
- Roland Armontel

## Sélection
- 1969 : Festival de Cannes (en compétition)[1]